# Queenstown (Singapura)
Queenstown é uma área de planejamento e uma cidade satélite residencial situada na margem sudoeste da região central de Singapura. Faz fronteira com Bukit Timah ao norte, Tanglin a nordeste, Bukit Merah a leste e sudeste, bem como Clementi a noroeste e oeste. Seus limites sul e sudoeste são delimitados pelo Estreito de Pandan .
Desenvolvida pela Singapore Improvement Trust na década de 1950, e posteriormente pela Housing and Development Board na década de 1960, Queenstown foi a primeira cidade satélite a ser construída no país. A maioria das residências dentro do município consiste em apartamentos simples de um, dois ou três quartos, normalmente em edifícios baixos e sem elevador.
Este grande trabalho de desenvolvimento foi realizado durante o primeiro Programa de Construção de Cinco Anos entre 1960 e 1965. Um total de 19.372 unidades habitacionais foram construídas entre 1952 e 1968.
A sede da Grab, Razer e a Cooperação Econômica Ásia-Pacífico (APEC) estão localizadas em Queenstown.

## Etimologia
Queenstown recebeu o nome da rainha Elizabeth II para marcar sua coroação em 1952. A área era anteriormente conhecida pelo nome chinês mandarim Wu-wei-gang ( Wade Giles: Wu-wei-kang), ou em Hokkien como Boh Beh Kang. A estrada arterial Queensway foi oficialmente nomeada em 1954.

## História

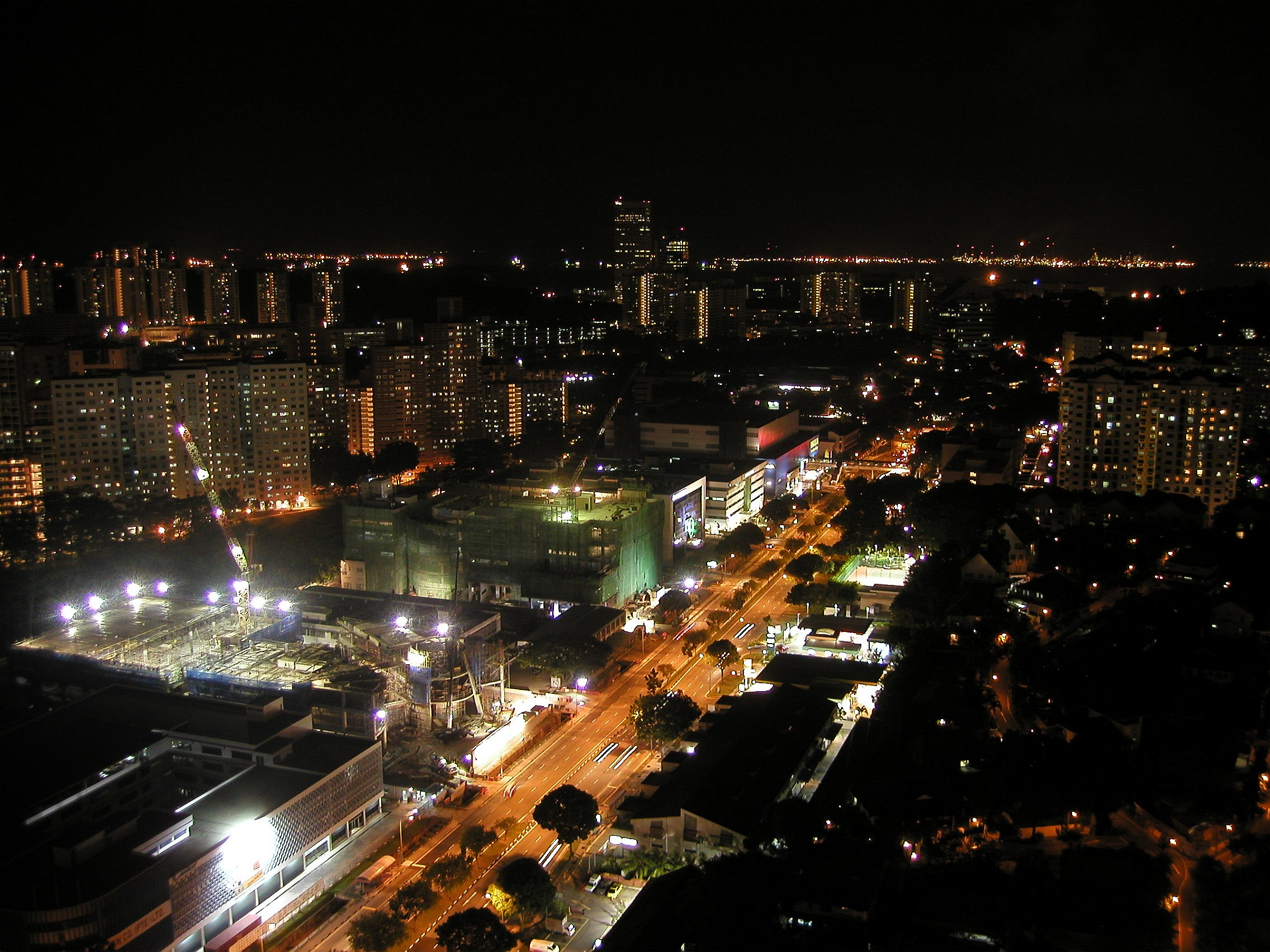
Alexandra Road, onde a fronteira entre as cidades de Bukit Merah e Queenstown se encontram. Ao lado esquerdo está Alexandra Hill em Bukit Merah, enquanto que ao lado direito está localizado Queensway, Queenstown. A saída da "IKEA de Alexandra" pode ser vista à distância.

Panorama aéreo do West Coast Park em 2016

## Principais Conjuntos Habitacionais

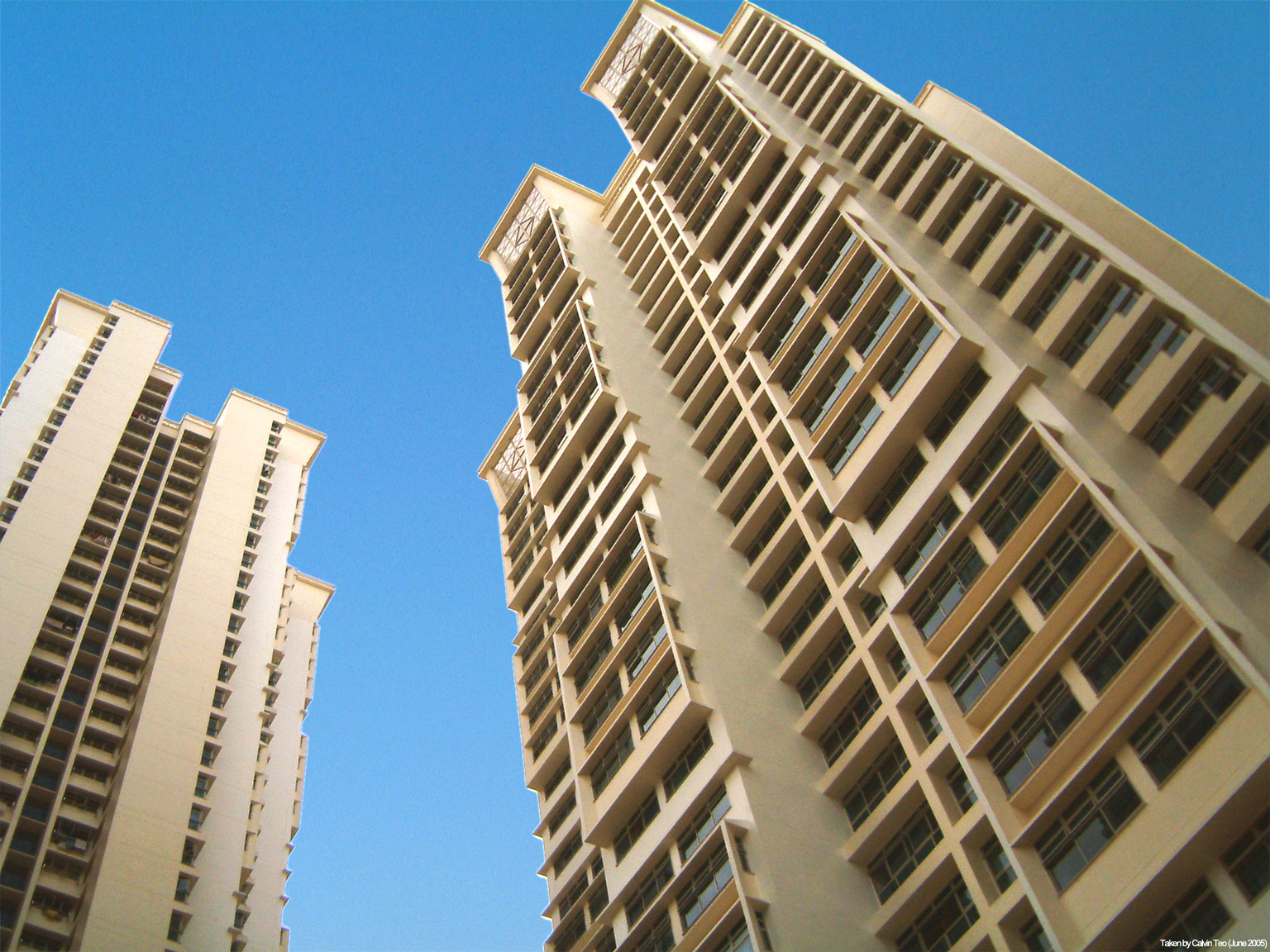
Alturas de Forfar

As principais áreas de habitação em Queenstown incluem:

## Transporte

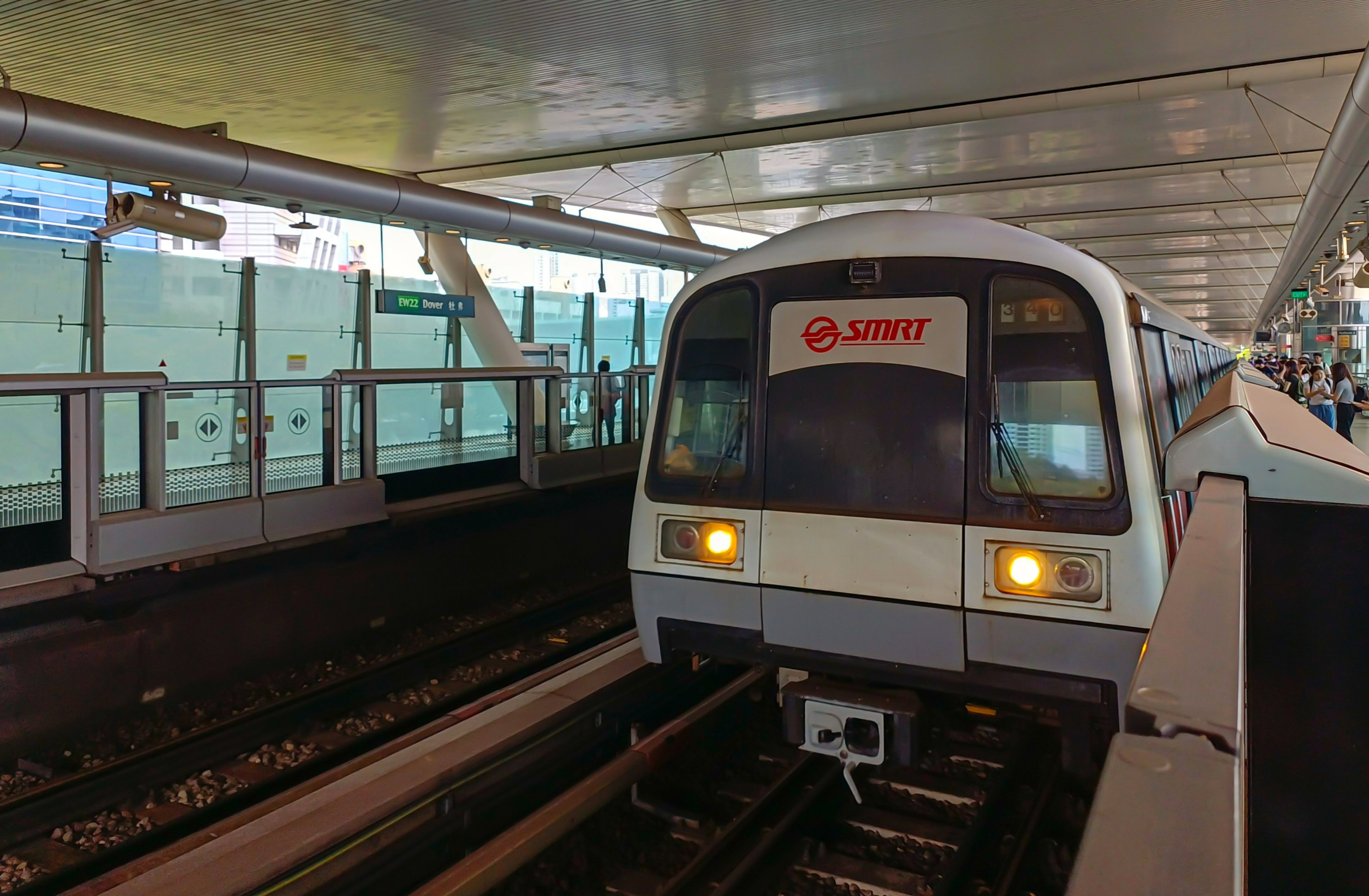
Plataformas da Estação MRT Dover

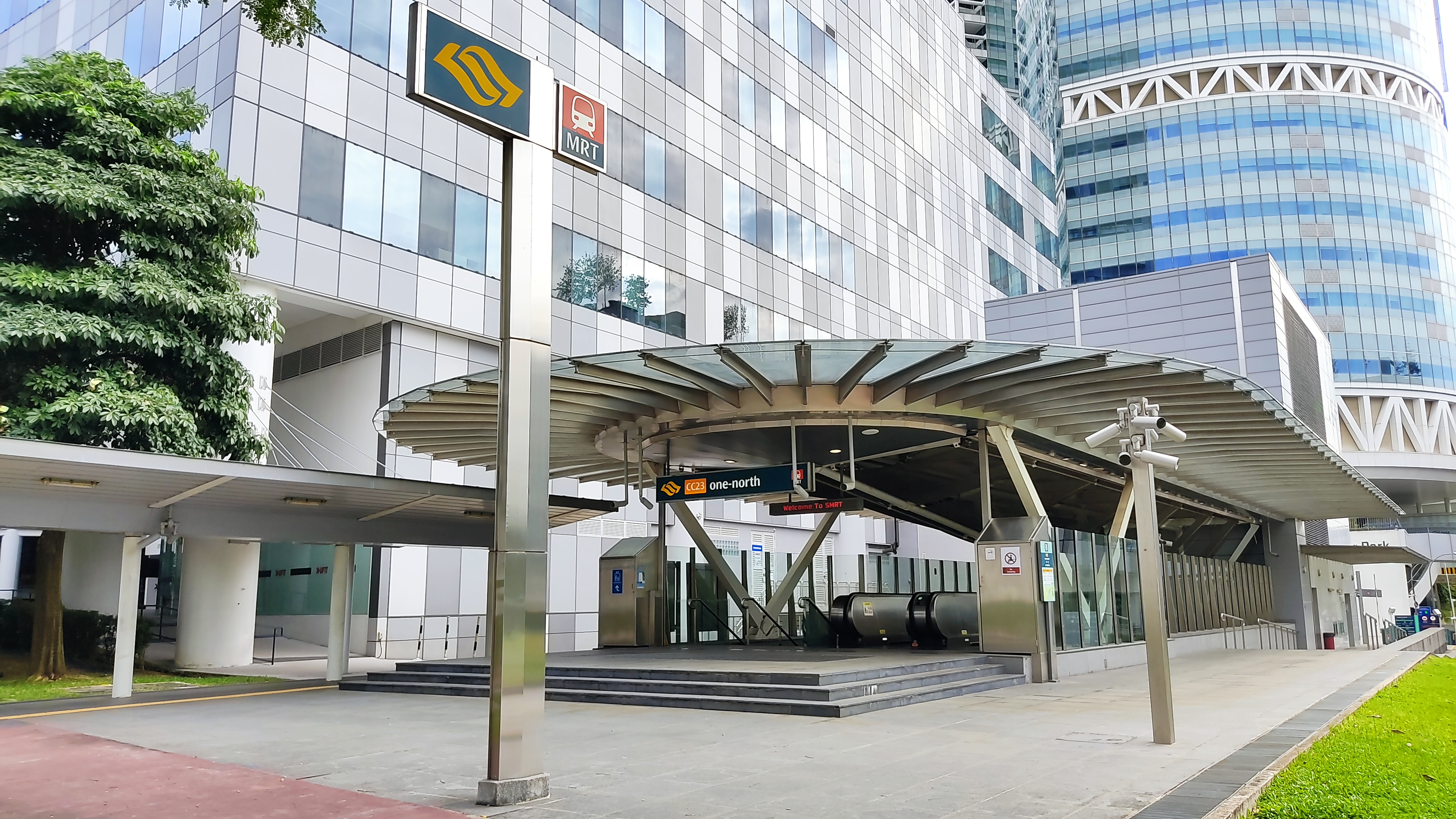
Estação MRT One North

## Outras comodidades

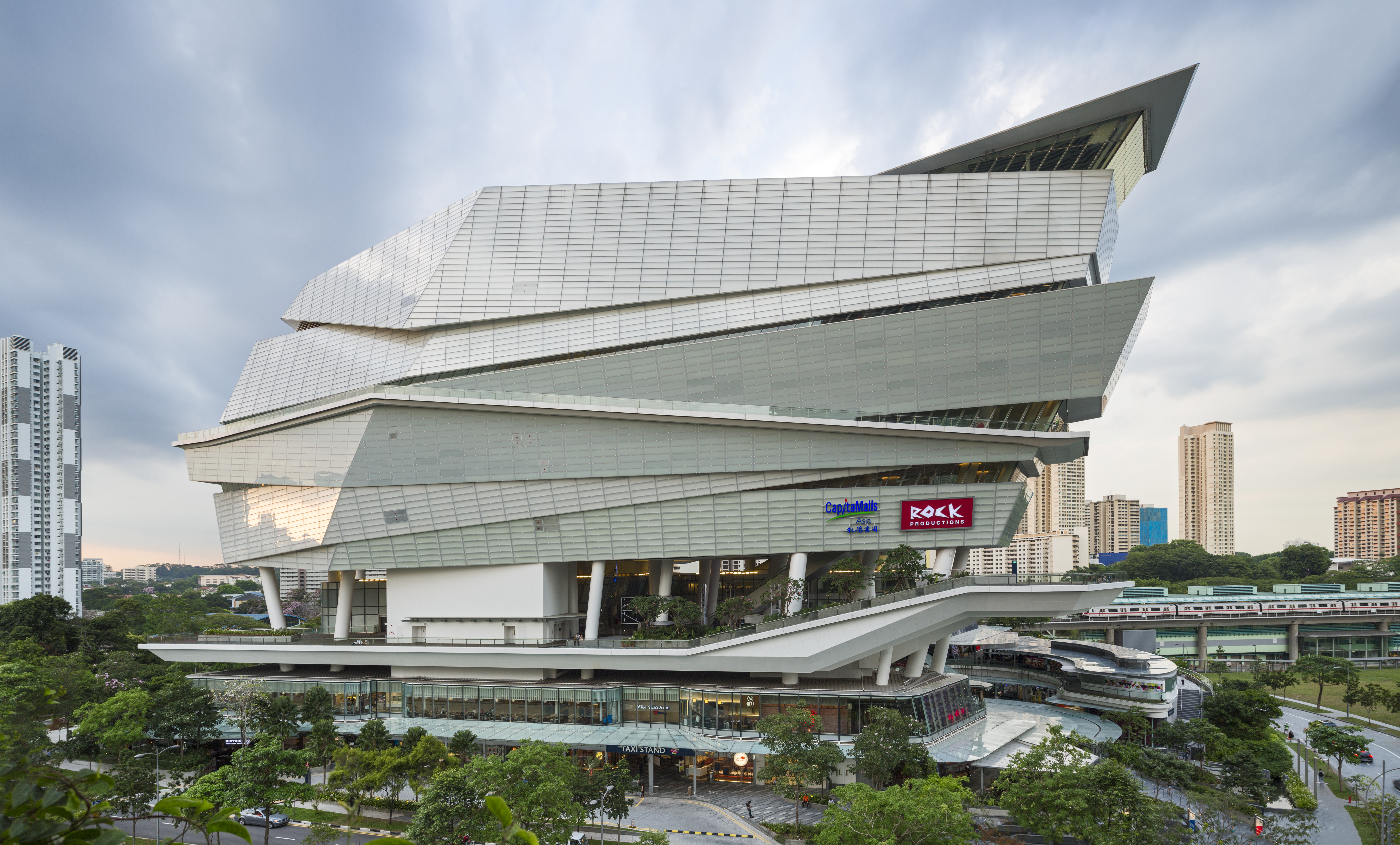
A vista da estrela

Outros lugares em Queenstown incluem